# Ludovico Ludovisi
Ludovico kardinal Ludovisi, italijanski rimskokatoliški duhovnik, škof in kardinal, * 27. oktober 1595, Bologna, † 18. november 1632.

## Življenjepis
15. februarja 1621 je bil povzdignjen v kardinala.
29. marca 1621 je bil imenovan za nadškofa Bologne; škofovsko posvečenje je prejel 2. maja istega leta.